# Skákdeild Fjölnis
Skákdeild Fjölnis – islandzki klub szachowy z siedzibą w Reykjavíku, sekcja Ungmennafélagið Fjölnir, mistrz kraju z 2024 roku.

## Historia
Sekcja powstała w 2004 roku. W 2007 roku zespół awansował do 1. deild. W inauguracyjnym sezonie w najwyższej lidze islandzkiej klub zajął czwarte miejsce. W sezonie 2008/2009 zespół zajął trzecie miejsce w mistrzostwach, kończąc rozgrywki za Taflfélag Bolungarvíkur i Taflfélagið Hellir. W 2012 roku klub spadł z pierwszej ligi, powrócił do niej rok później. W latach 2016–2019 cztery razy z rzędu zespół zajmował trzecie miejsce w 1. deild. W 2017 roku zespół zadebiutował w Pucharze Europy. Klub wygrał wówczas z Hasanem Prisztina, White Rose Chess Club i Gonzaga Chess Club, zremisował z TSI Ryga, a przegrał z Globusem, Beer Sheva Chess Club i 3Cs Chess Club i zajął w klasyfikacji 20. miejsce. W 2022 roku islandzki klub uczestniczył w Pucharze Europy, zajmując 40. miejsce. W sezonie 2023/2024 Skákdeild Fjölnis zdobył mistrzostwo kraju. Skład drużyny stanowili wówczas m.in. Paulius Pultinevičius, Walerij Kazakouski, Tomas Laurušas, Jesper Søndergaard Thybo, Kaido Külaots i Héðinn Steingrímsson.

## Arcymistrzowie w historii klubu
- Emanuel Berg[15]
- Pontus Carlsson[15]
- Walerij Kazakouski[16]
- Kaido Külaots[17]
- Tomas Laurušas[14]
- Tomáš Likavský[18]
- Tomáš Oral[19]
- Paulius Pultinevičius[14]
- Héðinn Steingrímsson[15]
- Titas Stremavičius[16]
- Šarūnas Šulskis[15]
- Jesper Søndergaard Thybo[20]